# Rajd Tulipanów 1963

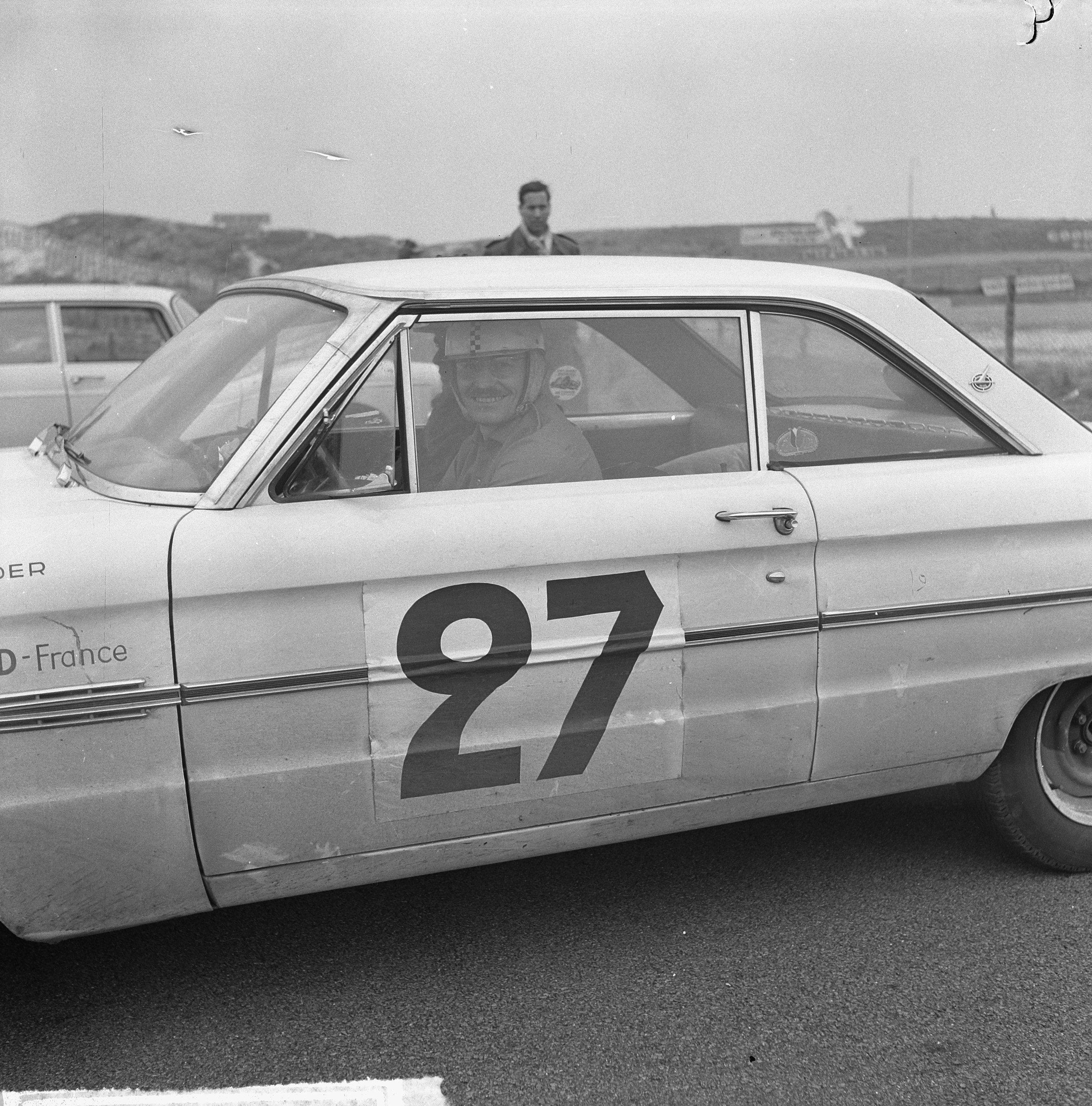
Zwycięzca rajdu Francuz Henri Greder

Rajd Tulipanów 1963 (15. Internationale Tulpenrallye) – 15 edycja rajdu samochodowego Rajd Tulipanów rozgrywanego w Holandii. Rozgrywany był od 21 do 25 kwietnia 1963 roku. Była to druga runda Rajdowych Mistrzostw Europy w roku 1963.

## Klasyfikacja rajdu
| Miejsce                      | Kierowca                     | Pilot                        | Samochód                     | Czas                         | Strata                       |                              |
| Klasyfikacja generalna i ERC | Klasyfikacja generalna i ERC | Klasyfikacja generalna i ERC | Klasyfikacja generalna i ERC | Klasyfikacja generalna i ERC | Klasyfikacja generalna i ERC | Klasyfikacja generalna i ERC |
| ---------------------------- | ---------------------------- | ---------------------------- | ---------------------------- | ---------------------------- | ---------------------------- | ---------------------------- |
| 1.                           | Henri Greder                 | Martial Delalande            | Ford Falcon Sprint           |                              | 0.0                          |                              |
| 2.                           | Paddy Hopkirk                | Henry Liddon                 | Morris Mini Cooper           |                              |                              |                              |
| 3.                           | Gunnar Andersson             | Lennart Berggren             | Volvo 122 S                  |                              |                              |                              |
| 4.                           | Lodewijk-Henri Bakker        | H. Umbach                    | Porsche 356 1600 Super       |                              |                              |                              |
| 5.                           | Alfred Kling                 | Gerhard Kaufmann             | DKW F 11                     |                              |                              |                              |
| 6.                           | Ed Swart                     | Roberto Fusina               | Fiat 1300                    |                              |                              |                              |
| 7.                           | Donald Jude Morley           | Godfrey Erle Morley          | Austin-Healey 3000 MK2       |                              |                              |                              |
| 8.                           | Tom Trana                    | Mario Pavoni                 | Volvo 122 S                  |                              |                              |                              |
| 9.                           | Peter Harper                 | Ian Hall                     | Sunbeam Rapier               |                              |                              |                              |
| 10.                          | André Guilhaudin             | Henri Balas                  | DKW F 11                     |                              |                              |                              |